# جبال أولاد نايل
جبال أولاد نايل هي سلسلة جبال في الجزائر تقع في وسط البلاد وتشكل جزءًا من الأطلس الصحراوي.

## جغرافيا
جبال أولاد نايل هي جزء من سلسلة جبال الأطلس الصحراوي وهي تقع في وسط الجزائر وبالتحديد في وسط تراب ولاية الجلفة و شمال مدينة الأغواط أي في الجزء الشرقي من ولاية الأغواط فتكون بذلك تشكل الحد الفاصل بين ولايتي الجلفة و الأغواط، والجهة الجنوبية لولاية المسيلة حيث تحد هذه السلسلة بين إقليم الحضنة والصحراء من جهة ولاية بسكرة تمتد هذه السلسلة على 170 كلم، حيث يبلغ متوسط علوها على البحر حوالي 1300 م إلاّ أن أعلى قمة هي قمة جبل الزرقة أو الزريقات بالقرب من مدينة بوسعادة على بعد 13 كلم فقط ويبلغ علوها 1620 م كما هنا قمم أخرى ككاف قعيقع وكاف مناعة بالقرب من إمجدل وأيضا مرتفعات الشارف بولاية الجلفة
أهم الغابات غابة جبل أمساعد، غابة إمجدل ،غابة البسباسة وغابة الشارف وهي بالاساس تتشكل من أشجار الصنوبر الحلبي، العرعار، البلوط و نادرا أشجار الارز في أعالي جبال أمساعد والزرقة، كما أن تساقط الأمطار على هذه الجبال والثلوج في الشتاء جعلها تكون خزان طبيعي للمياه، وتعتبر سلسلة الزرقة المنبع الأساسي للواد بوسعادة الدائم الجريان، توجد عدة حيوانات وطيور تعيش في غابات جبال أولا نايل كطائر الحجل، الخنزير البري، الوشق (القط البري)، الارنب البري، القنفذ، عدة أنواع من السحالي والضبع والآدمي (نادر).

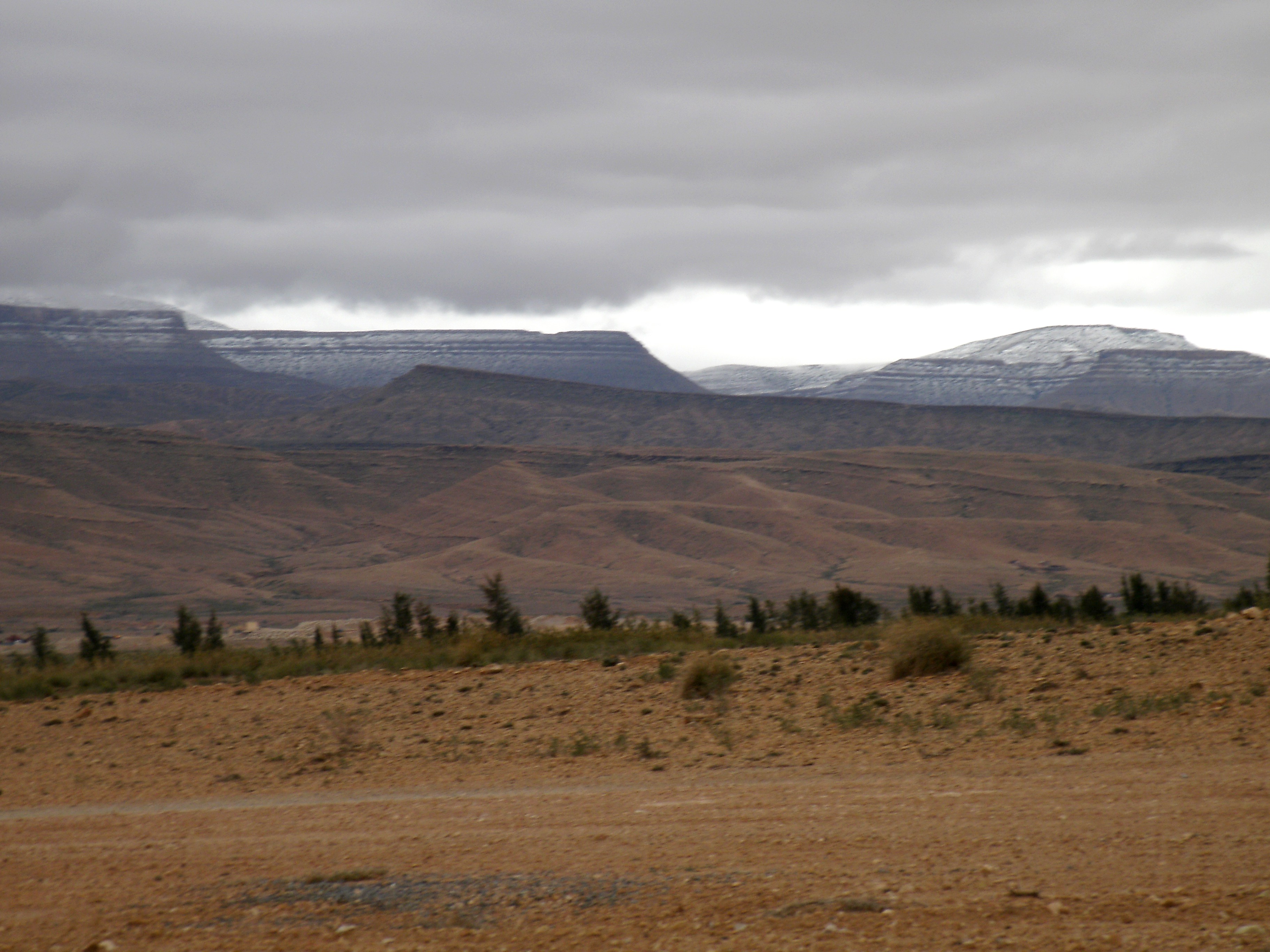
جبال سالات في بوسعادة